# Orinomana mana
Espèce
Orinomana mana est une espèce d'araignées aranéomorphes de la famille des Uloboridae.

## Distribution
Cette espèce est endémique de la région de Tarapacá au Chili,. Elle se rencontre à Quisma vers 4 000 m d'altitude.

## Description
La femelle holotype mesure 3,8 mm.

## Publication originale
- Opell, 1979 : Revision of the genera and tropical American species of the spider family Uloboridae. Bulletin of the Museum of Comparative Zoology, vol. 148, p. 443-549 (texte intégral).